# Camuesa de Daroca
Camuesa de Daroca es el nombre de una variedad cultivar de manzano (Malus domestica). Esta manzana está cultivada en la colección de la Estación Experimental Aula Dei (Zaragoza) con nº de accesión "3255". Es originaria de la Comunidad autónoma de Aragón, actualmente ha decaído su cultivo de interés comercial, en detrimento del cultivo de variedades selectas foráneas.

## Sinónimos
- "Manzana Camuesa de Daroca",
- "Camuesa de Daroca 3371".[5]

## Historia
'Camuesa de Daroca' es de origen desconocido, se la considera autóctona de la Comunidad de Calatayud, Provincia de Zaragoza de la comunidad autónoma de Aragón.
'Camuesa de Daroca' está considerada incluida en las variedades locales autóctonas muy antiguas, cuyo cultivo se centraba en comarcas muy definidas. Se caracterizaban por su buena adaptación a sus ecosistemas y podrían tener interés genético en virtud de su adaptación. Se encontraban diseminadas por todas las regiones fruteras españolas, aunque eran especialmente frecuentes en la España húmeda. Estas se podían clasificar en dos subgrupos: de mesa y de sidra (aunque algunas tenían aptitud mixta).
'Camuesa de Daroca' es una variedad clasificada como de mesa; difundido su cultivo en el pasado por los viveros comerciales y cuyo cultivo en la actualidad se ha reducido a huertos familiares y jardines privados.

## Características
El manzano de la variedad 'Camuesa de Daroca' tiene un vigor medio; porte desplegado, con tamaño de las hojas pequeño; tubo del cáliz ancho, triangular o en embudo con tubo muy corto o solamente iniciado, y con los estambres insertos por debajo de la mitad.
La variedad de manzana 'Camuesa de Daroca' tiene un fruto de tamaño medianamente grande; forma tronco-cónica globosa o esférica aplastada por los polos sin dejar de resultar globosa, con contorno regular o suavemente irregular; piel fina, algo untuosa; con color de fondo amarillo verdoso o amarillo intenso, importancia del sobre color medio, color del sobre color rosado, distribución del sobre color en chapa/pinceladas, presentando chapa en zona de insolación de tono rosado con pinceladas más intensas y suavemente trazadas, acusa punteado abundante y denso, blanquinoso o ruginoso con aureola blanca, y con una sensibilidad al "russeting" (pardeamiento áspero superficial que presentan algunas variedades) débil; pedúnculo corto y de mediano grosor, anchura de la cavidad peduncular amplia, profundidad cavidad pedúncular poco profunda, con el fondo ruginoso sobrepasando generalmente la cavidad, borde irregular, a veces presenta, en uno de sus laterales, un pequeño repliegue carnoso que recuerda al pico de loro, y con una importancia del "russeting" en cavidad peduncular medio; anchura de la cavidad calicina amplia, profundidad de la cavidad calicina de variada profundidad, borde marcado o levemente irregular, y con importancia del "russeting" en cavidad calicina débil; ojo de tamaño grande y abierto dejando ver en el fondo la fosa calicina.
Carne de color blanca o blanco crema, con fibras verdosas; textura esponjosa, tierna y jugosa; sabor agradable, bueno; corazón en el que las líneas que lo marcan están ausentes o entrecortadas; eje abierto; celdas alargadas; semillas largas y de punta aguda.
La manzana 'Camuesa de Daroca' tiene una época de maduración y recolección temprana, su recolección se lleva a cabo entre agosto y septiembre. Se usa como manzana de mesa fresca.